# فرانسوا موريلي
فرانسوا موريلي (بالفرنسية: François Morelli)‏ هو سياسي فرنسي، ولد في 28 فبراير 1833 في فرنسا، وتوفي في 29 مايو 1892 في مارسيليا في فرنسا. انتخب عضو مجلس الشيوخ في الجمهورية الفرنسية الثالثة.